# هربرت هوبر (متزحلق جبال الألب)
هربرت هوبر (بالألمانية: Herbert Huber)‏ هو متزحلق جبال الألب نمساوي، ولد في 4 ديسمبر 1944 في كتسبويل في النمسا، وتوفي بنفس المكان في 15 يوليو 1970.

## وصلات خارجية
- هربرت هوبر على موقع الاتحاد الدولي للتزلج (التزلج على المنحدرات الثلجية) (الإنجليزية)
- هربرت هوبر على موقع أوليمبيديا (الإنجليزية)